# تيبي أوسوي
تيبي أوسوي (باليابانية: 碓井 鉄平) (3 نوفمبر 1991 في طوكيو في اليابان – )؛ هو لاعب كرة قدم ياباني سابق كان يلعب كلاعب وسط.

## وصلات خارجية
- تيبي أوسوي على موقع رابطة كرة القدم اليابانية للمحترفين (اليابانية)
- تيبي أوسوي على موقع قاعدة بيانات كرة القدم.إي يو (الإنجليزية)
- تيبي أوسوي على موقع Soccerway.com (الإنجليزية)
- تيبي أوسوي على موقع عالم كرة القدم.نت (الإنجليزية)